# اسلام‌آباد (نوشهر)
اسلام‌آباد، روستایی است از توابع بخش کجور شهرستان نوشهر در استان مازندران ایران.

## جمعیت
این روستا در دهستان زانوس‌رستاق قرار دارد و براساس سرشماری مرکز آمار ایران در سال ۱۳۸۵، جمعیت آن ۳۸۵ نفر (۱۴۵خانوار) شامل ۱۸۹ مرد و ۱۹۶ زن بوده‌است. مردم اسلام آباد از قومیت طبری هستند. مردم اسلام آباد به زبان طبری و گویش کجوری سخن می‌گویند.